# Diseae
De Diseae vormen een tribus (geslachtengroep) van de Orchidoideae, een onderfamilie van de orchideeënfamilie (Orchidaceae)
De tribus omvat 5 subtribi met in totaal 14 geslachten en ongeveer 400 soorten.
Het zijn terrestrische orchideeën, voornamelijk uit Zuid-Afrika, het Arabisch Schiereiland, Madagaskar, India, China en Indonesië.
Diseae worden gekenmerkt door bloemen met één horizontaal gebogen meeldraad, in tegenstelling tot de soorten van de zustertribus Orchideae die steeds een rechte meeldraad bezitten. Door de buiging van de meeldraad komen de pollinia steeds aan de buikzijde van de bestuivers terecht. Er is ofwel geen spoor aanwezig, ofwel één spoor gevormd door het bovenste kelkblad, ofwel twee sporen gevormd door de lip.

## Taxonomie
De Diseae worden al lange tijd als een monofyletische groep gezien, waarbij de Satyriinae als eerste ontstaan zijn, gevolgd door de Coryciinae en de Brownleeinae. DNA-onderzoek uit 1998 maakt echter aannemelijk dat die visie niet juist is. De volgende indeling is dus waarschijnlijk niet de definitieve:
- Subtribus: Brownleeinae
  - Geslacht:
    - Brownleea
- Subtribus: Coryciinae
  - Geslachten:
    - Ceratandra
    - Corycium
    - Disperis
    - Evotella
    - Pterygodium
- Subtribus: Disinae
  - Geslachten:
    - Disa
    - Herschelia
    - Monadenia
    - Schizodium
- Subtribus: Huttonaeinae
  - Geslacht:
    - Huttonaea
- Subtribus: Satyriinae
  - Geslachten:
    - Pachites
    - Satyridium
    - Satyrium